# Kettly Mars

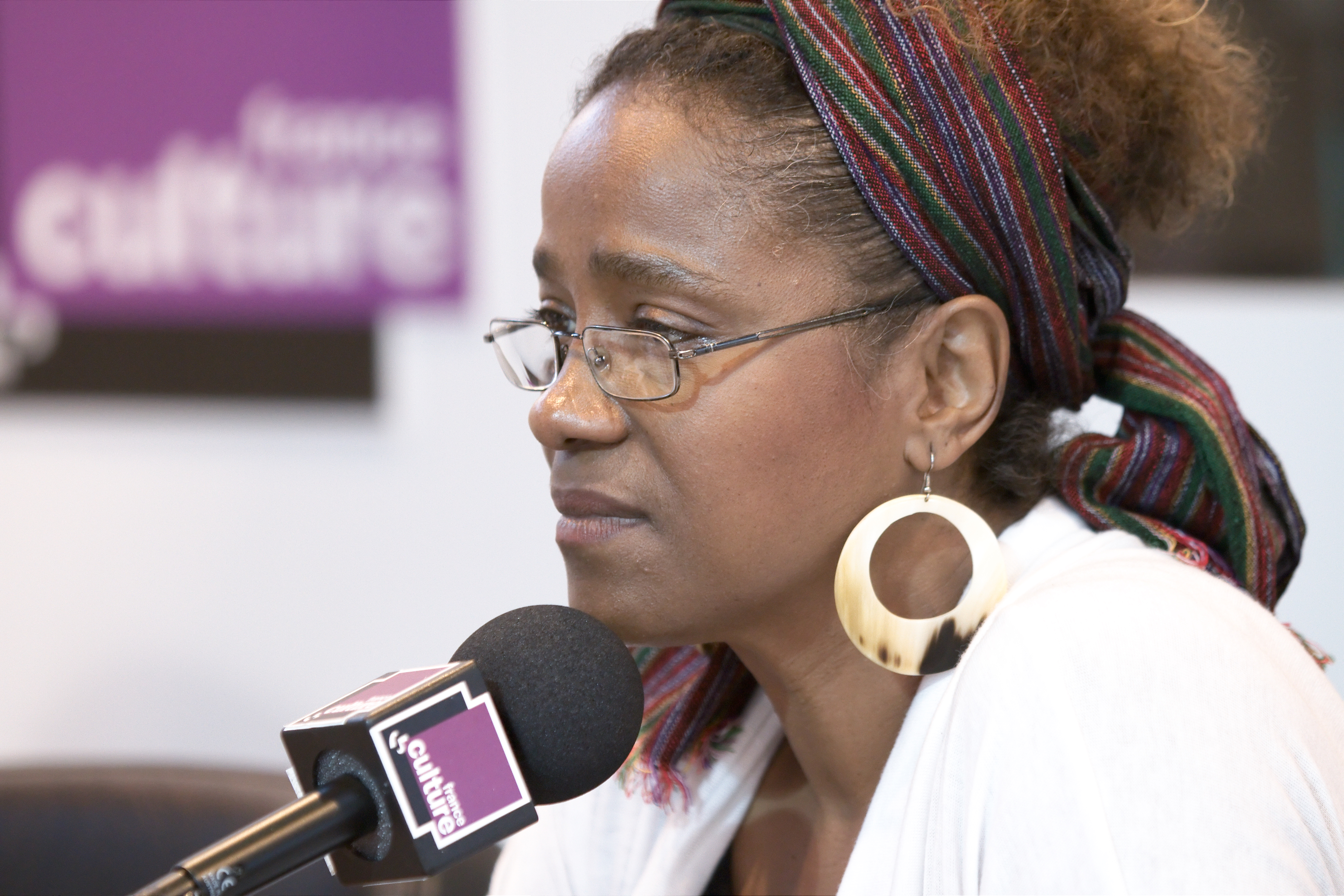
Kettly Mars

Kettly Mars là một nhà thơ và tiểu thuyết gia người Haiti. Bà viết bằng tiếng Pháp, và sách của bà đã được dịch sang tiếng Kreyòl, tiếng Anh, tiếng Ý, tiếng Hà Lan, tiếng Đan Mạch và tiếng Nhật.

## Cuộc sống
Mars sinh ngày 3 tháng 9 năm 1958 tại Port-au-Prince. Sau khi hoàn thành bằng cấp về Cổ điển học, Mars theo đuổi đào tạo về quản trị - làm trợ lý hành chính trong một số năm. Khi ở tuổi ba mươi, Mars bắt đầu dành thời gian để sáng tác. Trong một cuộc phỏng vấn năm 2015 với Radio France Internationale, Mars nói rằng khi bà ở tuổi ba mươi "mọi thứ đã cấu thành cuộc sống của tôi, cho đến thời điểm đó, bắt đầu mất đi ý nghĩa của nó."  Ngoài việc làm mẹ, Mars nói rằng việc sáng tác là "món quà hài lòng nhất mà bà từng được tặng".
Là tác giả của nhiều bộ sưu tập thơ, truyện ngắn, tiểu thuyết người lớn trẻ tuổi và bảy tiểu thuyết, Mars là một trong những nhà văn Haiti đương đại hoạt động tích cực nhất. Tác phẩm của bà đã xuất hiện trong các tuyển tập văn học khác nhau ở cả Pháp và Kreyòl, chẳng hạn như 2014 Anthologie BILINGUE de la poésie Creole haïtienne de 1986 à nos Jours biên tập và dịch bởi Mehdi Chalmers, Inéma Jeudi, Jean-Laurent Lhérisson, và Lyonel Trouillot. Vào năm 2015, cuốn tiểu thuyết Je suis vivant Lưu trữ ngày 18 tháng 5 năm 2018 tại Wayback Machine của bà đã được trao giải thưởng Prix Ivoire pour la Littérature Victaine d'Expression Francophone tại một buổi lễ ở Abidjan vào tháng 11.

## Tác phẩm chính

### Kasalé
Tiểu thuyết đầu tiên của Mars, Kasalé là một bức chân dung của một cộng đồng Haiti ở nông thôn lấy bối cảnh ở Rivière-Froide, không xa Port-au-Prince. Trong cuốn tiểu thuyết này, Mars khám phá sự năng động của gia đình nông thôn, văn hóa của Lakou và Vodou theo cách đặt Kasalé vào thể loại tiểu thuyết của vùng nông thôn Haiti như Fonds des Nègres của Marie Vieux-Chauvet và Les Godarneurs de la rosée của Jacques Roumain. Giới thiệu cuốn tiểu thuyết của mình tại Liên minh Française d'Haïti năm 2005, Mars đã dẫn ra nhu cầu "sáng suốt, tôn trọng và trung thực" gợi lên truyền thống Vodou ở Haiti vì nó thường xuyên bị đối xử như "một tấm gương mà [người Haiti] không muốn nhìn thấy chính họ."

## Giải thưởng
- 1996: Prix Jacques-Stephen Alexis
- 2006: Prix Senghor
- 2011: Bourse Barbancourt
- 2011: Prince Claus Awards Prince Claus Award
- 2015: Prix Ivoire

## Mục lục
- 2003: Kasalé, Vents Keyboardilleurs, ISBN 978-2911412448
- 2005: L'heure hybride, Vents Keyboardilleurs, ISBN 978-2911412363
- 2008: Fado, Mercure de France, ISBN 978-2715228535
- 2010: Saisons sauvages, Mercure de France, ISBN 978-2715229464
- 2011: Le prince noir de Lillian Russell, với Leslie Péan, Mercure de France, ISBN 978-2715232006
- 2013: Aux Frontières de la soif, Mercure de France, ISBN 978-2715233652
- 2015 Je suis vivant, Mercure de France, ISBN 978-2715239319